# Convocazioni alla Volleyball Challenger Cup femminile 2024
Elenco delle giocatrici convocate per la Volleyball Challenger Cup 2024.

## Argentina
| N° | Nome                  | Ruolo | Data di nascita  | Squadra             |
| -- | --------------------- | ----- | ---------------- | ------------------- |
| -  | Facundo Morando       | All   | 11 aprile 1988   | ASKÖ Linz-Steg      |
| 1  | Elina Rodríguez       | S     | 11 febbraio 1997 | Fluminense          |
| 2  | Emilia Balagué        | P     | 8 dicembre 2004  | Estudiantes         |
| 3  | Yamila Nizetich       | S     | 27 gennaio 1989  | Olympiakos          |
| 6  | Bianca Bertolino      | S     | 4 luglio 2002    | Georgia Tech        |
| 7  | Nicole Pérez          | S     | 1º aprile 2004   | CEF 5               |
| 9  | Bianca Cugno          | O     | 22 aprile 2003   | Levallois Paris     |
| 10 | Daniela Bulaich       | S     | 5 settembre 1997 | Alba                |
| 11 | Bianca Farriol        | C     | 18 dicembre 2001 | Olympiakos          |
| 14 | Victoria Mayer        | P     | 19 giugno 2001   | Mulhouse            |
| 15 | Antonela Fortuna      | S     | 10 maggio 1995   | Ciutadella          |
| 17 | Candelaria Herrera    | C     | 28 gennaio 1999  | Levallois Paris     |
| 18 | Martina Bednarek      | O     | 21 luglio 2006   | San Lorenzo         |
| 19 | Brenda Graff          | C     | 20 luglio 1994   | Prōtathlītōn Peukōn |
| 20 | María Agostina Pelozo | L     | 19 novembre 1999 | Sonder              |

## Belgio
| N° | Nome                 | Ruolo | Data di nascita  | Squadra           |
| -- | -------------------- | ----- | ---------------- | ----------------- |
| -  | Kris Vansnick        | All   | 20 dicembre 1980 | Asterix Avo       |
| 1  | Saar Bertels         | S     | 21 febbraio 2006 | Vilvoorde         |
| 2  | Elise Van Sas        | P     | 1º agosto 1997   | Terville Florange |
| 9  | Nel Demeyer          | L     | 21 marzo 2001    | Oudegem           |
| 10 | Pauline Martin       | O     | 9 aprile 2002    | Vilsbiburg        |
| 11 | Anke Waelkens        | C     | 29 marzo 2000    | Oudegem           |
| 14 | Lien Van Geertruyden | P     | 6 settembre 2001 | Tchalou           |
| 15 | Charline Humblet     | C     | 21 gennaio 2000  | Tchalou           |
| 17 | Kaat Cos             | S     | 5 giugno 2006    | Asterix Avo       |
| 18 | Britt Rampelberg     | L     | 5 giugno 2000    | Alba-Blaj         |
| 20 | Britt Fransen        | C     | 22 gennaio 2002  | VDK Gent          |
| 21 | Manon Stragier       | S     | 12 marzo 1999    | Asterix Avo       |
| 22 | Anna Koulberg        | C     | 17 agosto 2004   | Asterix Avo       |
| 23 | Noor Debouck         | L     | 9 giugno 2005    | Asterix Avo       |

## Filippine
| N° | Nome            | Ruolo | Data di nascita  | Squadra        |
| -- | --------------- | ----- | ---------------- | -------------- |
| -  | Jorge de Brito  | All   | 13 ottobre 1966  | Akari Chargers |
| 1  | Faith Nisperos  | S     | 2 gennaio 2000   | Akari Chargers |
| 2  | Mereophe Sharma | C     | 27 aprile 2001   | Akari Chargers |
| 3  | Vanessa Gandler | S     | 5 dicembre 2000  | Cignal HD      |
| 4  | Mhicaela Belen  | S     | 29 giugno 2002   | Lady Bulldogs  |
| 5  | Dawn Macandili  | L     | 1º giugno 1996   | Cignal HD      |
| 6  | Julia Coronel   | P     | 5 ottobre 2001   | Lady Spikers   |
| 11 | Julia Morado    | P     | 10 maggio 1995   | Denso Airybees |
| 12 | Angel Canino    | S     | 23 giugno 2003   | Lady Spikers   |
| 13 | Dell Palomata   | C     | 1º novembre 1995 | PLDT           |
| 16 | Ara Panique     | S     | 1º agosto 2004   | Lady Bulldogs  |
| 17 | Thea Gagate     | C     | 26 luglio 2000   | Lady Spikers   |
| 18 | Cherry Rondina  | S     | 4 settembre 1996 | Flying Titans  |
| 22 | Cherry Nunag    | C     | 22 ottobre 1992  | Flying Titans  |
| 23 | Jessica Galanza | S     | 28 novembre 1996 | Creamline      |

## Kenya
| N° | Nome              | Ruolo | Data di nascita   | Squadra               |
| -- | ----------------- | ----- | ----------------- | --------------------- |
| -  | Japheth Munala    | All   | -                 | Kenya Commercial Bank |
| 1  | Esther Mutinda    | P     | 21 aprile 1996    | Kenya Commercial Bank |
| 2  | Veronica Oluoch   | S     | 5 giugno 1999     | Paniōnios             |
| 3  | Pamella Owino     | S     | 26 settembre 2001 | Kenya Pipeline        |
| 4  | Leonida Kasaya    | S     | 10 ottobre 1993   | Kenya Pipeline        |
| 5  | Sharon Chepchumba | O     | 26 ottobre 1998   | PAOK                  |
| 6  | Belinda Barasa    | C     | 28 aprile 2001    | Kenya Commercial Bank |
| 7  | Emmaculate Misoki | P     | 6 giugno 2003     | Kenya Pipeline        |
| 8  | Trizah Atuka      | C     | 14 aprile 1992    | Kenya Pipeline        |
| 13 | Juliana Namutira  | S     | 15 maggio 1999    | Kenya Commercial Bank |
| 14 | Lincy Jeruto      | L     | 6 luglio 1991     | Kenya Commercial Bank |
| 15 | Lorine Kaei       | S     | 8 ottobre 1999    | Kenya Prisons         |
| 16 | Agripina Kundu    | L     | 24 aprile 1993    | Kenya Pipeline        |
| 18 | Jemimah Siangu    | S     | 27 luglio 1998    | DCI                   |
| 19 | Edith Mukuvilani  | C     | 20 luglio 1994    | Kenya Commercial Bank |

## Porto Rico
| N° | Nome              | Ruolo | Data di nascita   | Squadra                 |
| -- | ----------------- | ----- | ----------------- | ----------------------- |
| -  | Juan Carlos Nuñez | All   | 1º dicembre 1972  | Criollas de Caguas      |
| 1  | Destiny Walker    | S     | 8 febbraio 2006   | -                       |
| 2  | Shara Venegas     | L     | 18 settembre 1992 | San Diego Mojo          |
| 3  | Valeria León      | L     | 21 novembre 1995  | Columbus Fury           |
| 5  | Wilmarie Rivera   | P     | 14 febbraio 1997  | Orlando Valkyries       |
| 6  | Jennifer Nogueras | P     | 1º agosto 1991    | Olympiada Neapolīs      |
| 10 | Diana Reyes       | C     | 29 aprile 1993    | Criollas de Caguas      |
| 12 | Neira Ortiz       | C     | 6 luglio 1993     | Cangrejeras de Santurce |
| 13 | Stephanie Rivera  | S     | 25 settembre 2000 | Mets de Guaynabo        |
| 16 | Paola Santiago    | S     | 17 febbraio 2000  | Melendugno              |
| 17 | Decelise Champion | O     | 16 settembre 2009 | Vaqueras de Bayamón     |
| 18 | Alba Hernández    | C     | 3 ottobre 1994    | VKP Bratislava          |
| 23 | Grace López       | O     | 15 luglio 2005    | Miami (Florida)         |

## Rep. Ceca
| N° | Nome                   | Ruolo | Data di nascita  | Squadra                 |
| -- | ---------------------- | ----- | ---------------- | ----------------------- |
| -  | Giannīs Athanasopoulos | All   | 24 agosto 1978   | Vasas                   |
| 1  | Ema Kneiflová          | C     | 22 giugno 2002   | Charleroi               |
| 4  | Silvie Pavlová         | C     | 20 maggio 1997   | Erfurt                  |
| 6  | Helena Havelková       | S     | 25 luglio 1988   | Cangrejeras de Santurce |
| 7  | Magdalena Bukovská     | S     | 28 aprile 2003   | Venelles                |
| 8  | Ela Koulisiani         | C     | 1º ottobre 2002  | Venelles                |
| 9  | Daniela Digrinová      | L     | 19 ottobre 2000  | Tchalou                 |
| 10 | Kateřina Valková       | P     | 6 febbraio 1996  | UYBA                    |
| 11 | Veronika Dostálová     | L     | 4 luglio 1992    | Olymp Praha             |
| 15 | Magdaléna Jehlářová    | C     | 16 gennaio 2000  | Atlanta Vibe            |
| 16 | Michaela Mlejnková     | S     | 26 luglio 1996   | Olympiakos              |
| 17 | Klára Faltínová        | S     | 23 dicembre 1997 | Prostějov               |
| 20 | Květa Grabovská        | P     | 29 maggio 2002   | PTSV Aachen             |
| 22 | Gabriela Orvošová      | O     | 28 gennaio 2002  | Developres Rzeszów      |
| 25 | Monika Brancuská       | O     | 19 novembre 2008 | Olymp Praha             |

## Svezia
| N° | Nome               | Ruolo | Data di nascita   | Squadra         |
| -- | ------------------ | ----- | ----------------- | --------------- |
| -  | Giulio Bregoli     | All   | 11 settembre 1974 | Chieri '76      |
| 3  | Linda Andersson    | C     | 12 gennaio 1998   | MÁV Előre       |
| 5  | Cecilia Malm       | S     | 30 settembre 2002 | Hylte/Halmstad  |
| 7  | Hedda Broberg      | C     | 13 novembre 2001  | Örebro          |
| 11 | Alexandra Lazić    | S     | 24 settembre 1994 | Firenze         |
| 12 | Hilda Gustafsson   | P     | 25 dicembre 2002  | Vandœuvre Nancy |
| 13 | Filippa Brink      | L     | 22 ottobre 2001   | Engelholms      |
| 15 | Kirsten Van Leusen | C     | 15 febbraio 1998  | Sliedrecht      |
| 16 | Vilma Andersson    | P     | 4 dicembre 1999   | Hylte/Halmstad  |
| 17 | Anna Haak          | S     | 19 settembre 1996 | Cuneo Granda    |
| 18 | Julia Nilsson      | C     | 2 maggio 1997     | Engelholms      |
| 19 | Paulina Lindberg   | O     | 19 maggio 2002    | Örebro          |
| 20 | Saga Nilsson       | S     | 19 ottobre 2001   | Gislaved        |
| 25 | Emmy Andersson     | L     | 5 marzo 1998      | Hylte/Halmstad  |

## Vietnam
| N° | Nome                  | Ruolo | Data di nascita   | Squadra          |
| -- | --------------------- | ----- | ----------------- | ---------------- |
| -  | Nguyễn Tuấn Kiệt      | All   | 1º gennaio 1976   | Vietinbank       |
| 1  | Nguyễn Thị Trà My     | O     | 7 luglio 2004     | VTV Long An      |
| 3  | Trần Thị Thanh Thúy   | S     | 12 novembre 1997  | PFU BlueCats     |
| 6  | Lê Thị Yến            | L     | 15 settembre 1997 | Đức Giang        |
| 8  | Lê Thanh Thúy         | C     | 23 maggio 1995    | Vietnam          |
| 10 | Nguyễn Thị Bích Tuyền | O     | 22 maggio 2000    | Ninh Bình        |
| 11 | Hoàng Thị Kiều Trinh  | O     | 11 febbraio 2001  | Supreme Chonburi |
| 12 | Nguyễn Khánh Đang     | L     | 3 ottobre 2000    | Sport Center 1   |
| 14 | Võ Thị Kim Thoa       | P     | 18 marzo 1998     | Sport Center 1   |
| 15 | Nguyễn Thị Trinh      | C     | 9 maggio 1997     | Sport Center 1   |
| 16 | Vi Thị Như Quỳnh      | S     | 16 aprile 2002    | Thông Tin        |
| 18 | Phạm Thị Hiền         | C     | 8 ottobre 1999    | Vietnam          |
| 19 | Đoàn Thị Lâm Oanh     | P     | 6 luglio 1998     | Supreme Chonburi |
| 20 | Trần Tú Linh          | S     | 7 ottobre 1999    | Sport Center 1   |
| 23 | Đinh Thị Trà Giang    | C     | 26 giugno 1992    | Vietinbank       |